# Campionati mondiali di skeleton 2007
I Campionati mondiali di skeleton 2007, diciottesima edizione della manifestazione organizzata dalla Federazione Internazionale di Bob e Skeleton, si tennero dal 24 gennaio al 1º febbraio 2007 a Sankt Moritz, in Svizzera, sulla Olympia Bobrun St. Moritz–Celerina, la stessa sulla quale si svolsero le competizioni del bob ai Giochi di Sankt Moritz 1928 e di Sankt Moritz 1948 nonché le rassegne iridate del 1982, del 1989 e del 1998; furono disputate gare in due differenti specialità: nel singolo uomini e nel singolo donne e le vittorie furono ottenute rispettivamente dallo svizzero Gregor Stähli e dalla statunitense Noelle Pikus-Pace. Grazie a questo risultato lo stesso Stähli, al suo secondo trionfo iridato, raggiunse in testa alla classifica dei plurivincitori della specialità i canadesi Ryan Davenport e Jeff Pain, fino a quel momento gli unici uomini ad aver conquistato due titoli mondiali.
Anche questa edizione, come ormai da prassi iniziata nella rassegna di Schönau am Königssee 2004, si svolse contestualmente a quella del bob e proprio insieme agli atleti di quest'ultima disciplina per la prima volta fu assegnato il titolo nella prova a squadre che vide trionfare la squadra tedesca.

## Risultati

### Singolo uomini
La gara fu disputata il 25 ed il 26 gennaio nell'arco di quattro manches e presero parte alla competizione 30 atleti in rappresentanza di 18 differenti nazioni; campione uscente era il canadese Jeff Pain, che concluse la prova al settimo posto, ed il titolo fu conquistato dallo svizzero Gregor Stähli, vincitore dell'oro iridato ad Altenberg 1994 e medaglia di bronzo sia ai Giochi di Salt Lake City 2002 sia a quelli di Torino 2006, davanti agli statunitensi Eric Bernotas e Zach Lund.
| Pos. | Atleti               | Nazione       | Tempo   | Distacco |
| ---- | -------------------- | ------------- | ------- | -------- |
|      | Gregor Stähli        | Svizzera      | 4'36"26 |          |
|      | Eric Bernotas        | Stati Uniti   | 4'37"84 | +1"58    |
|      | Zach Lund            | Stati Uniti   | 4'37"97 | +1"71    |
| 4    | Markus Penz          | Austria       | 4'38"16 | +1"90    |
| 5    | Aleksandr Tret'jakov | Russia        | 4'39"38 | +3"12    |
| 6    | Martins Dukurs       | Lettonia      | 4'39"61 | +3"35    |
| 7    | Jeff Pain            | Canada        | 4'39"63 | +3"37    |
| 8    | Daniel Mächler       | Svizzera      | 4'40"23 | +3"97    |
| 9    | Adam Pengilly        | Gran Bretagna | 4'40"28 | +4"02    |
| 10   | Frank Kleber         | Germania      | 4'40"41 | +4"15    |

### Singolo donne
La gara fu disputata il 24 ed il 25 gennaio nell'arco di quattro manches e presero parte alla competizione 23 atlete in rappresentanza di 13 differenti nazioni; campionessa uscente era la svizzera Maya Pedersen, che concluse la prova al secondo posto, ed il titolo fu conquistato dalla statunitense Noelle Pikus-Pace, già vicecampionessa del mondo a Calgary 2005, mentre terza giunse l'altra americana Katie Uhlaender.
| Pos. | Atleti            | Nazione       | Tempo   | Distacco |
| ---- | ----------------- | ------------- | ------- | -------- |
|      | Noelle Pikus-Pace | Stati Uniti   | 4'44"13 |          |
|      | Maya Pedersen     | Svizzera      | 4'45"69 | +1"56    |
|      | Katie Uhlaender   | Stati Uniti   | 4'45"85 | +1"72    |
| 4    | Tanja Morel       | Svizzera      | 4'46"45 | +2"32    |
| 5    | Carla Pavan       | Canada        | 4'47"03 | +2"90    |
| 6    | Michelle Steele   | Australia     | 4'47"09 | +2"96    |
| 7    | Amy Williams      | Gran Bretagna | 4'47"16 | +3"03    |
| 8    | Michelle Kelly    | Canada        | 4'47"50 | +3"37    |
| 9    | Lindsay Alcock    | Canada        | 4'47"51 | +3"38    |
| 10   | Shelley Rudman    | Gran Bretagna | 4'47"92 | +3"79    |

### Gara a squadre
La gara fu disputata il 1º febbraio ed ogni squadra nazionale poté prendere parte alla competizione con un'unica formazione; nello specifico la prova vide la partenza di uno skeletonista, di un equipaggio del bob a due femminile, di una skeletonista e di un equipaggio del bob a due maschile per ognuna delle 7 formazioni, che gareggiarono ciascuno in una singola manche; la somma totale dei tempi così ottenuti laureò campione la squadra tedesca di Frank Kleber, Sandra Kiriasis, Berit Wiacker, Monique Riekewald, Karl Angerer e Marc Kühne davanti a quella statunitense composta da Eric Bernotas, Erin Pac, Emily Azevedo, Noelle Pikus-Pace, Mike Kohn e Curtis Tomasevicz e da quella svizzera formata da Gregor Stähli, Sabina Hafner, Katharina Sutter, Maya Pedersen, Ivo Rüegg e Thomas Lamparter.
| Pos. | Squadra     | Atleti | Tempo   | Distacco |
| ---- | ----------- | --- | ------- | -------- |
|      | Germania    | Frank Kleber Sandra Kiriasis / Berit Wiacker Monique Riekewald Karl Angerer / Marc Kühne                      | 4'43"04 |          |
|      | Stati Uniti | Eric Bernotas Erin Pac / Emily Azevedo Noelle Pikus-Pace Mike Kohn / Curtis Tomasevicz                        | 4'43"21 | +0"17    |
|      | Svizzera    | Gregor Stähli Sabina Hafner / Katharina Sutter Maya Pedersen Ivo Rüegg / Thomas Lamparter                     | 4'43"72 | +0"68    |
| 4    | Canada      | Paul Boehm Amanda Stepenko / Jaime Cruickshank Amy Gough Lyndon Rush / Rob Gray                               | 4'45"18 | +2"14    |
| 5    | Russia      | Sergej Čudinov Alevtina Kovalenko / Jana Vinochodova Ekaterina Mironova Dmitrij Abramovič / Aleksej Andrjunin | 4'46"62 | +3"58    |
| 6    | Lettonia    | Tomass Dukurs Aiva Aparjode / Anita Kozica Undīne Vītola Mihails Arhipovs / Intars Dambis                     | 4'47"80 | +4"76    |
| 7    | Italia      | David Mair Jessica Gillarduzzi / Carola Mellano Teresita Bramante Andreas Mayrl / Matteo Torchio              | 4'52"95 | +9"91    |

## Medagliere
| Posizione | Nazione     | Oro | Argento | Bronzo | Totale |
| --------- | ----------- | --- | ------- | ------ | ------ |
| 1         | Stati Uniti | 1   | 2       | 2      | 5      |
| 2         | Svizzera    | 1   | 1       | 1      | 3      |
| 3         | Germania    | 1   | 0       | 0      | 1      |
| Totale    | Totale      | 3   | 3       | 3      | 9      |